# Ennemain
Ennemain est une commune française située dans le département de la Somme, en région Hauts-de-France.

## Géographie

### Localisation

#### Communes limitrophes

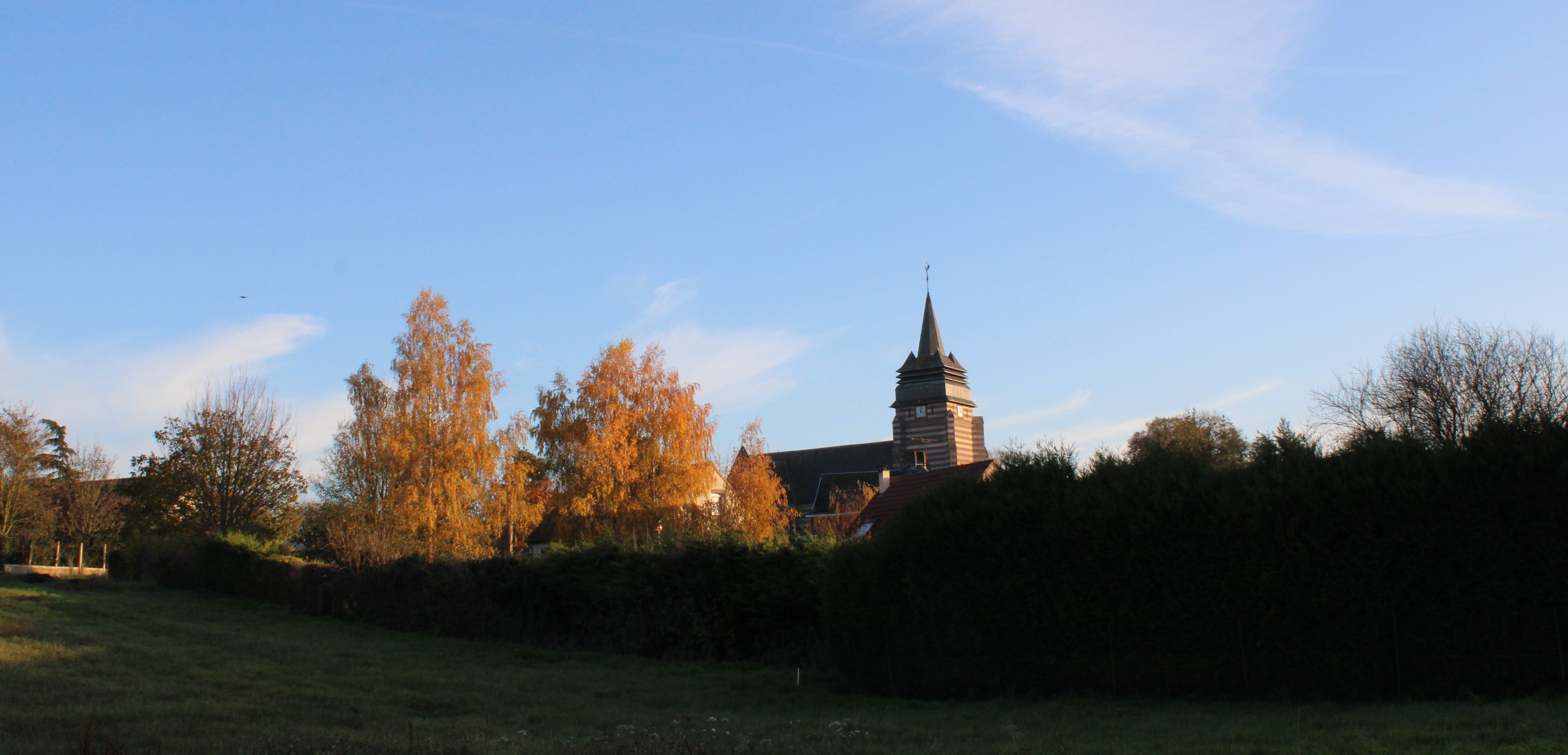
Panorama du village.

| Saint-Christ-Briost   | Athies   | Athies           |
| Licourt et Cizancourt | Ennemain | Quivières        |
| Épénancourt           | Falvy    | Croix-Moligneaux |

### Description

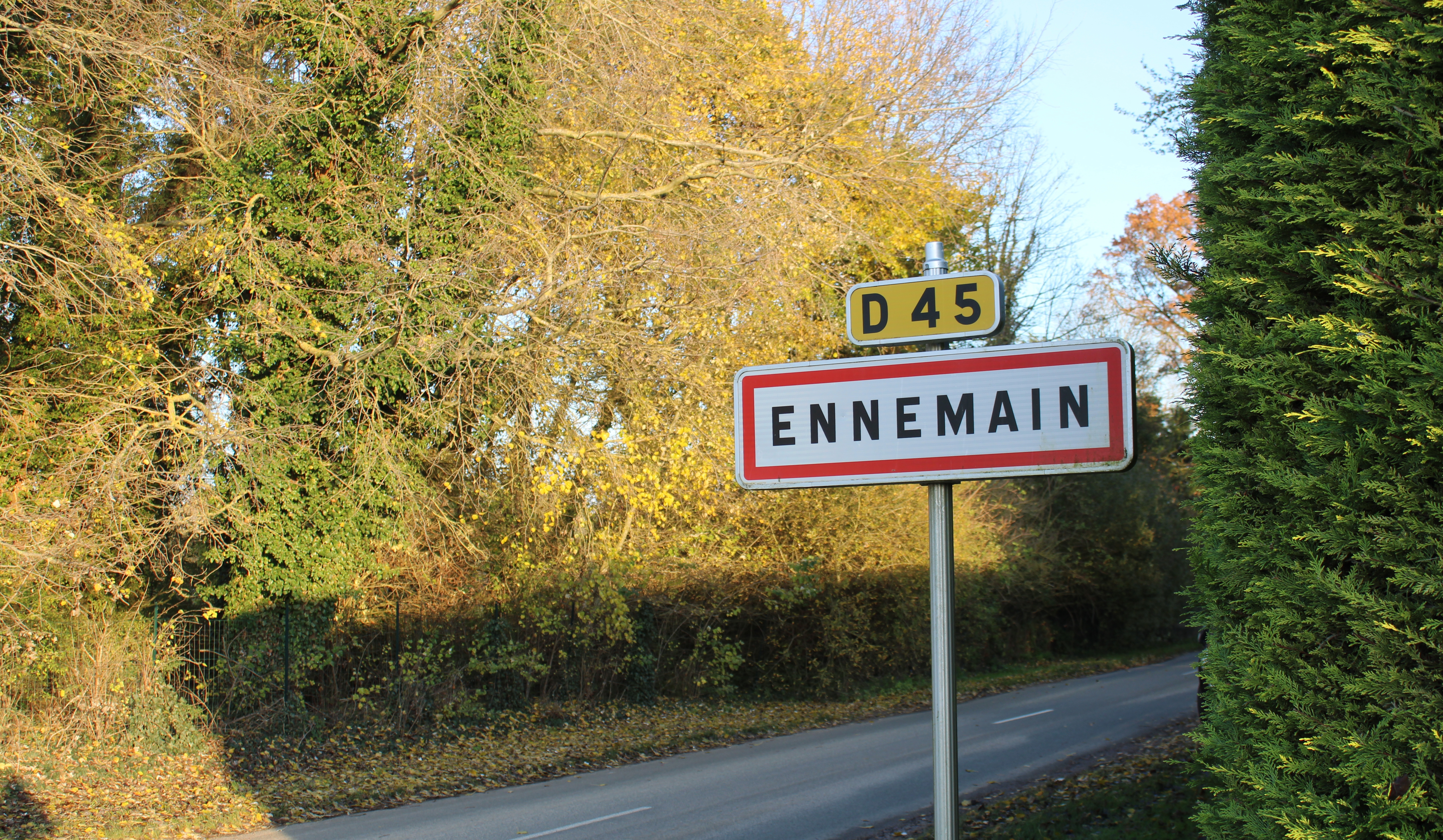
Entrée du village

La commune est un village rural picard, est situé à 15 km du bourg de Ham, 13 km de Péronne et 52 km d'Amiens.
Elle est traversée par l'A29, dont une sortie se trouve en limite de son territoire, à Athies, où elle se connecte à l'ex-route nationale 37 (actuelle RD 937).
En 2019, la localité est desservie par les autocars du réseau inter-urbain Trans'80, Hauts-de-France (ligne no 51, Mesnil-Bruntel - Saint-Christ-Briost - Ham).

### Hydrographie

#### Réseau hydrographique
La commune est située dans le bassin Artois-Picardie. Elle est drainée par la rivière Somme , l'Omignon, le fleuve la Somme,.
La Somme est un fleuve du nord de la France, en région Hauts-de-France, qui traverse les deux départements de l'Aisne et de la Somme. Il prend sa source dans la commune de Fonsomme et se jette  dans la Manche par la baie de Somme entre Le Crotoy et Saint-Valery-sur-Somme.
L'Omignon, d'une longueur de 32 km, prend sa source dans la commune de Bellenglise et se jette  dans la Somme à Brie, après avoir traversé 16 communes.

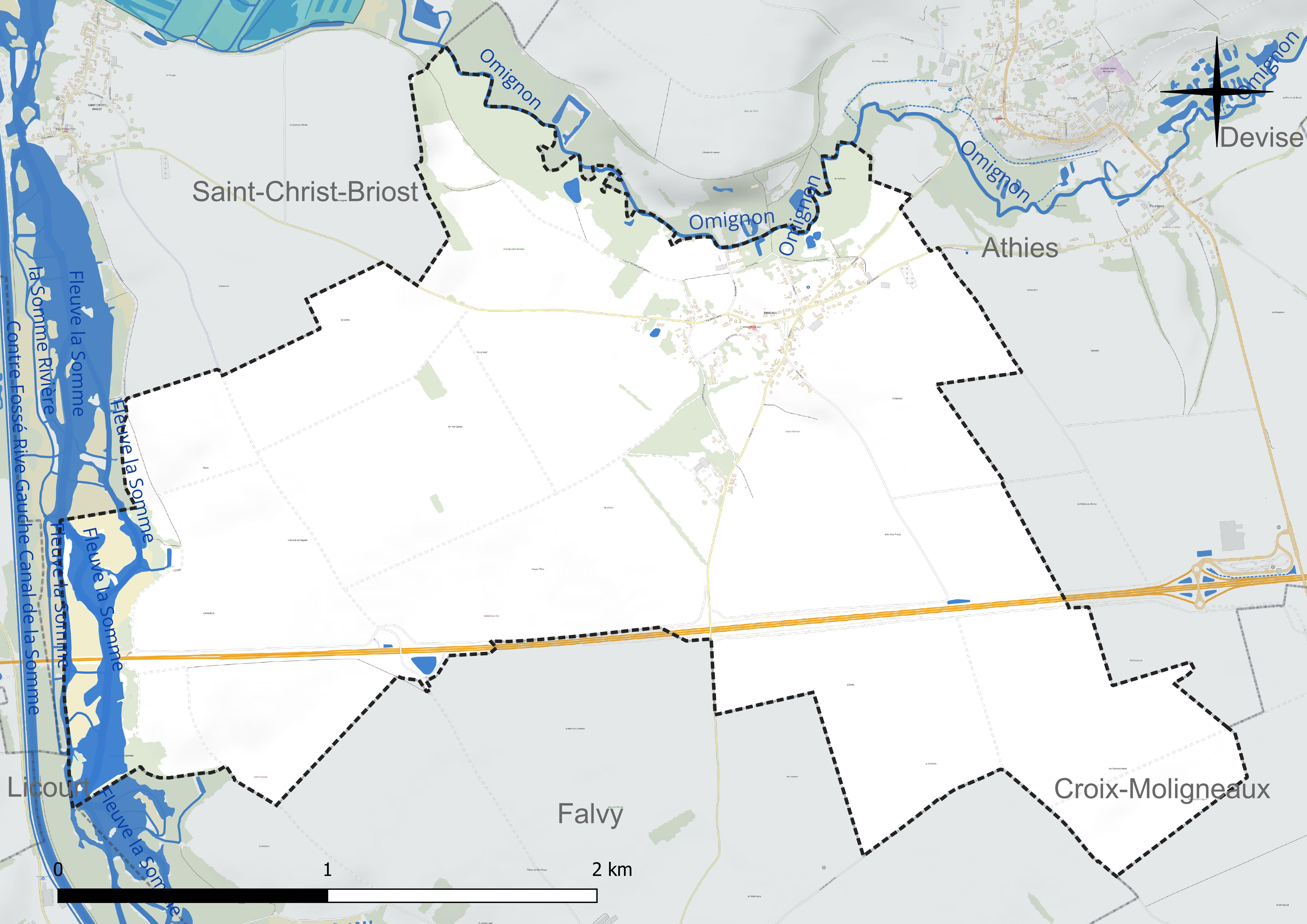
Réseau hydrographique d'Ennemain.

#### Gestion et qualité des eaux
Le territoire communal est couvert par le schéma d'aménagement et de gestion des eaux (SAGE) « Haute Somme ». Ce document de planification concerne un territoire de 1 798 km2 de superficie, délimité par le bassin versant de la Haute Somme est constitué d'un réseau hydrographique complexe de cours d'eau, de marais, d'étangs et de canaux. Le périmètre a été arrêté le 21 avril 2006 et le SAGE proprement dit a été approuvé le 15 juin 2017. La structure porteuse de l'élaboration et de la mise en œuvre est le syndicat mixte d'aménagement hydraulique du bassin versant de la Somme (AMEVA).
La qualité des cours d'eau peut être consultée sur un site dédié géré par les agences de l'eau et l'Agence française pour la biodiversité.

### Climat
Pour des articles plus généraux, voir Climat des Hauts-de-France et Climat de la Somme.
En 2010, le climat de la commune est de type climat océanique dégradé des plaines du Centre et du Nord, selon une étude du CNRS s'appuyant sur une série de données couvrant la période 1971-2000. En 2020, Météo-France publie une typologie des climats de la France métropolitaine dans laquelle la commune est exposée à un climat océanique et est dans la région climatique Nord-est du bassin Parisien, caractérisée par un ensoleillement médiocre, une pluviométrie moyenne régulièrement répartie au cours de l'année et un hiver froid (3 °C).
Pour la période 1971-2000, la température annuelle moyenne est de 10,4 °C, avec une amplitude thermique annuelle de 14,5 °C. Le cumul annuel moyen de précipitations est de 704 mm, avec 11,6 jours de précipitations en janvier et 8,9 jours en juillet. Pour la période 1991-2020, la température moyenne annuelle observée sur la station météorologique la plus proche, située sur la commune d'Estrées-Mons à 5 km à vol d'oiseau, est de 11,0 °C et le cumul annuel moyen de précipitations est de 647,5 mm,. Pour l'avenir, les paramètres climatiques de la commune estimés pour 2050 selon différents scénarios d'émission de gaz à effet de serre sont consultables sur un site dédié publié par Météo-France en novembre 2022.
| Mois                                  | jan.           | fév.             | mars           | avril           | mai           | juin          | jui.           | août           | sep.          | oct.          | nov.            | déc.           | année      |
| ------------------------------------- | -------------- | ---------------- | -------------- | --------------- | ------------- | ------------- | -------------- | -------------- | ------------- | ------------- | --------------- | -------------- | ---------- |
| Température minimale moyenne (°C)     | 1,3            | 1,4              | 3,3            | 5,1             | 8,5           | 11,2          | 13             | 13             | 10,4          | 7,8           | 4,5             | 1,9            | 6,8        |
| Température moyenne (°C)              | 3,7            | 4,3              | 7,3            | 10,1            | 13,6          | 16,4          | 18,7           | 18,6           | 15,5          | 11,6          | 7,3             | 4,3            | 11         |
| Température maximale moyenne (°C)     | 6,1            | 7,2              | 11,2           | 15,1            | 18,6          | 21,6          | 24,4           | 24,3           | 20,5          | 15,4          | 10,1            | 6,6            | 15,1       |
| Record de froid (°C) date du record   | −15,8 07.01.09 | −12,7 07.02.1991 | −10,2 13.03.13 | −3,3 21.04.1991 | −1 07.05.1997 | 1,5 05.06.12  | 4,6 11.07.1993 | 4,6 29.08.1989 | 0,7 30.09.18  | −4,8 29.10.03 | −9,1 24.11.1998 | −12,5 18.12.10 | −15,8 2009 |
| Record de chaleur (°C) date du record | 14,7 09.01.15  | 18,6 26.02.19    | 24 31.03.21    | 27 20.04.18     | 30,9 28.05.17 | 34,9 18.06.22 | 41,9 25.07.19  | 38,4 12.08.03  | 34,4 15.09.20 | 27,6 01.10.11 | 19,8 07.11.15   | 16,6 07.12.00  | 41,9 2019  |
| Précipitations (mm)                   | 49,6           | 43,8             | 45,8           | 37,1            | 58,8          | 59,8          | 56,6           | 65,2           | 51,3          | 58,2          | 57,9            | 63,4           | 647,5      |

## Urbanisme

### Typologie
Au 1er janvier 2024, Ennemain est catégorisée commune rurale à habitat dispersé, selon la nouvelle grille communale de densité à sept niveaux définie par l'Insee en 2022.
Elle est située hors unité urbaine. Par ailleurs la commune fait partie de l'aire d'attraction de Péronne, dont elle est une commune de la couronne,. Cette aire, qui regroupe 52 communes, est catégorisée dans les aires de moins de 50 000 habitants,.

### Occupation des sols
L'occupation des sols de la commune, telle qu'elle ressort de la base de données européenne d'occupation biophysique des sols Corine Land Cover (CLC), est marquée par l'importance des territoires agricoles (86 % en 2018), une proportion identique à celle de 1990 (86 %). La répartition détaillée en 2018 est la suivante : 
terres arables (81,9 %), zones urbanisées (5,6 %), forêts (4,7 %), zones agricoles hétérogènes (4,2 %), eaux continentales (3,7 %). L'évolution de l'occupation des sols de la commune et de ses infrastructures peut être observée sur les différentes représentations cartographiques du territoire : la carte de Cassini (XVIIIe siècle), la carte d'état-major (1820-1866) et les cartes ou photos aériennes de l'IGN pour la période actuelle (1950 à aujourd'hui).

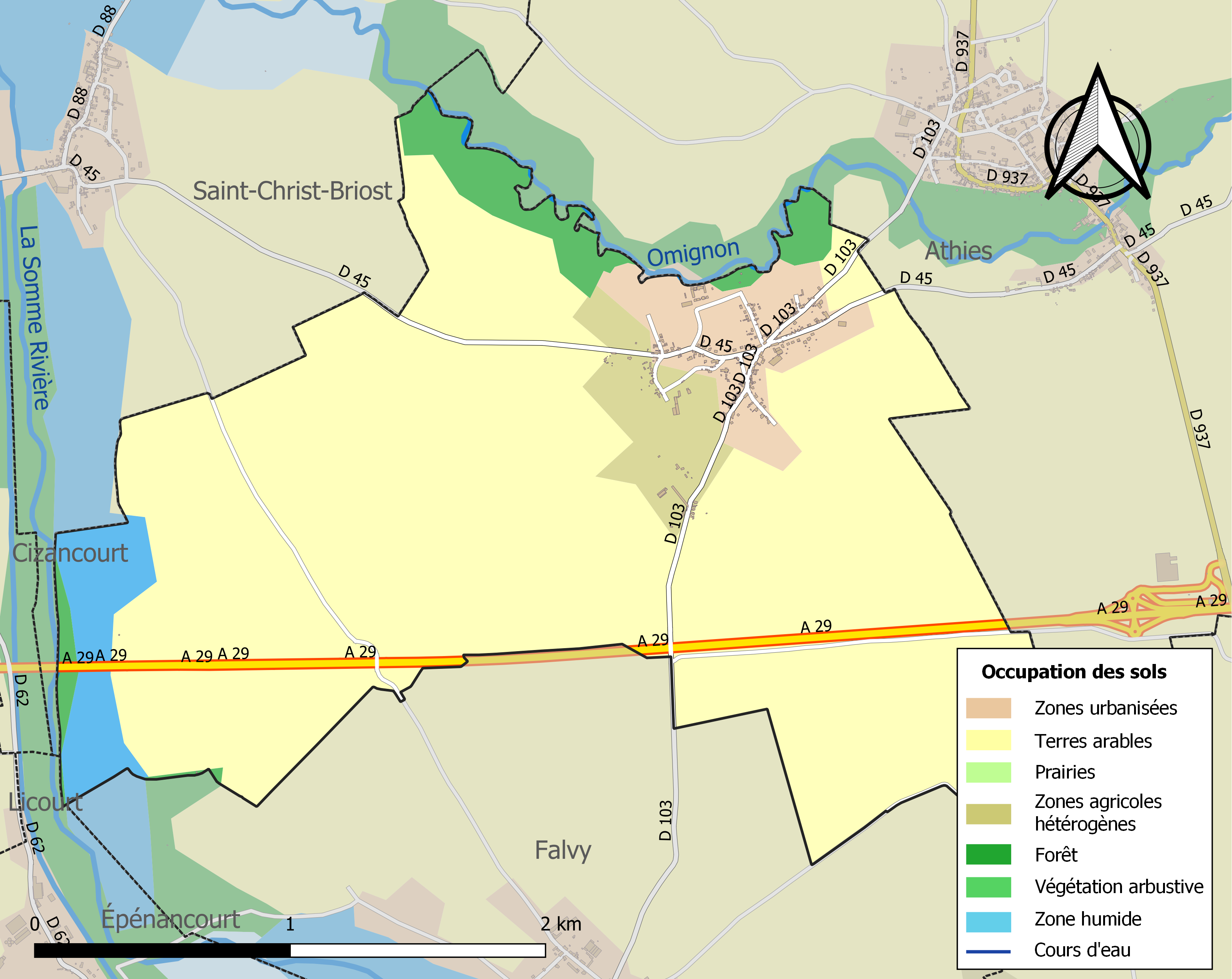
Carte des infrastructures et de l'occupation des sols de la commune en 2018 (CLC).

## Toponymie
A l'origine, le village était situé sur les bords de l'Omignon, en face de la ville d'Athies.
Dès 875, Nemincum et Memnincum sont relevés, pour évoluer en Memmium en 894. Puis Hennemaing en 1384 dans le dénombrement du temporel de Notre-Dame de Ham. La graphie actuelle, Ennemain, est relevée dans les coutumes de Péronne en 1567,.
Le nom Nemincum de 875 semble formé avec le suffixe pré-celtique incum sur un premier élément gaulois nem-, « sanctuaire » (cf. Nemours, Nîmes).[réf. nécessaire]
Le nom a, semble-t-il, subi par la suite l'attraction du suffixe germanique ing  donnant la finale aing , qui a fait dire à Dauzat & Rostaing que ce nom pourrait être dérivé du nom d'homme germanique Enno en s'appuyant sur le nom d'Ennebourg (S.-M.), formé, lui, avec burgus.[réf. nécessaire]

## Histoire
Avant la Révolution française, le village relevait de l'élection, du bailliage et du prévôté de Péronne. Au point de vue religieux, la collectivité fait alors partie du doyenné d'Athies et du diocèse de Noyon.

Ennemain au tout début du XIXe siècle
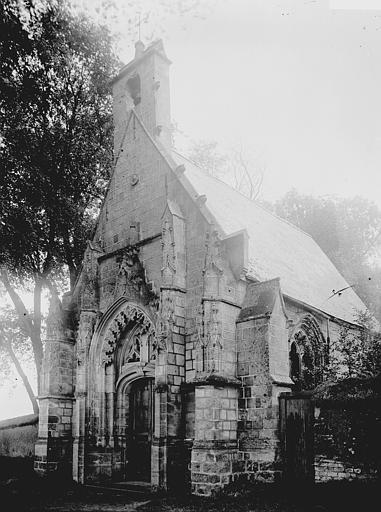
La chapelle Notre-Dame-des-Joies
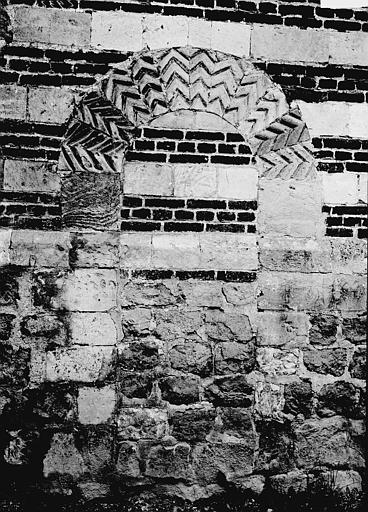
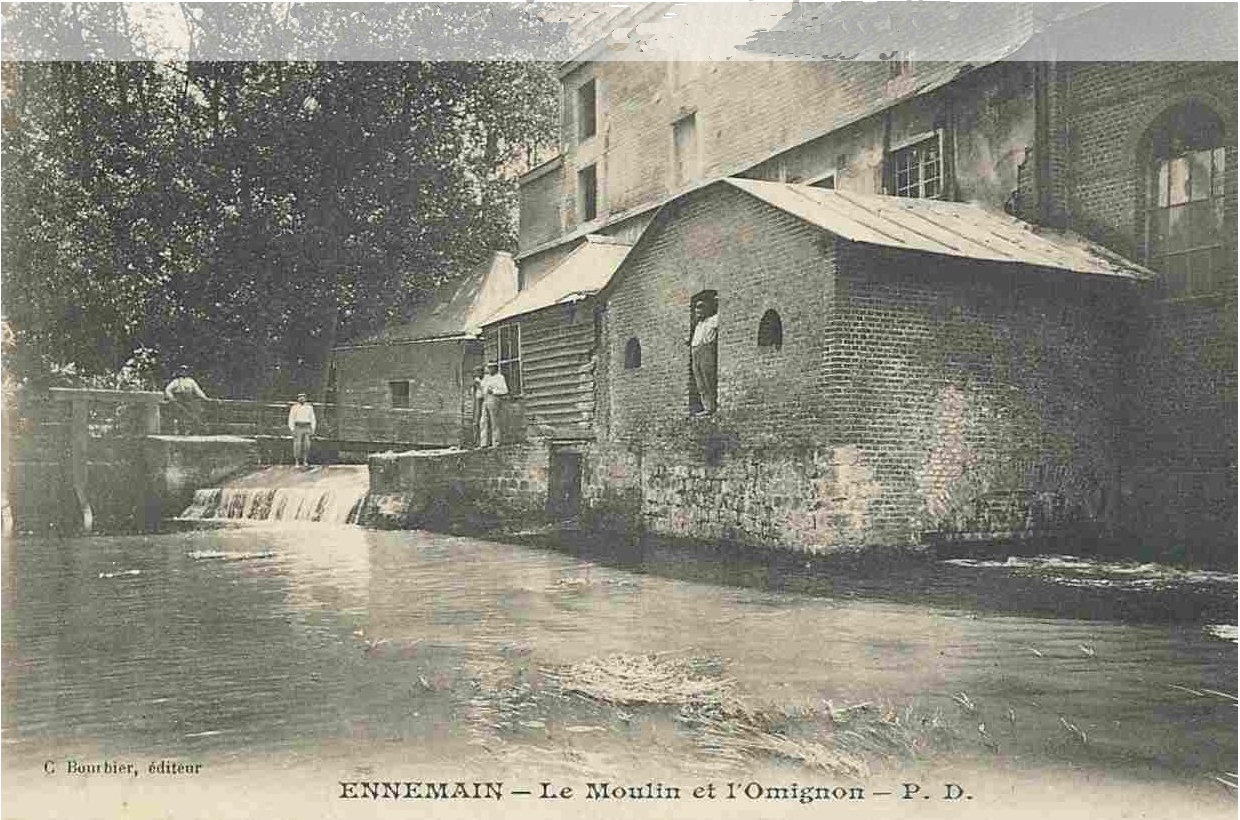
Le moulin et l'Omignon
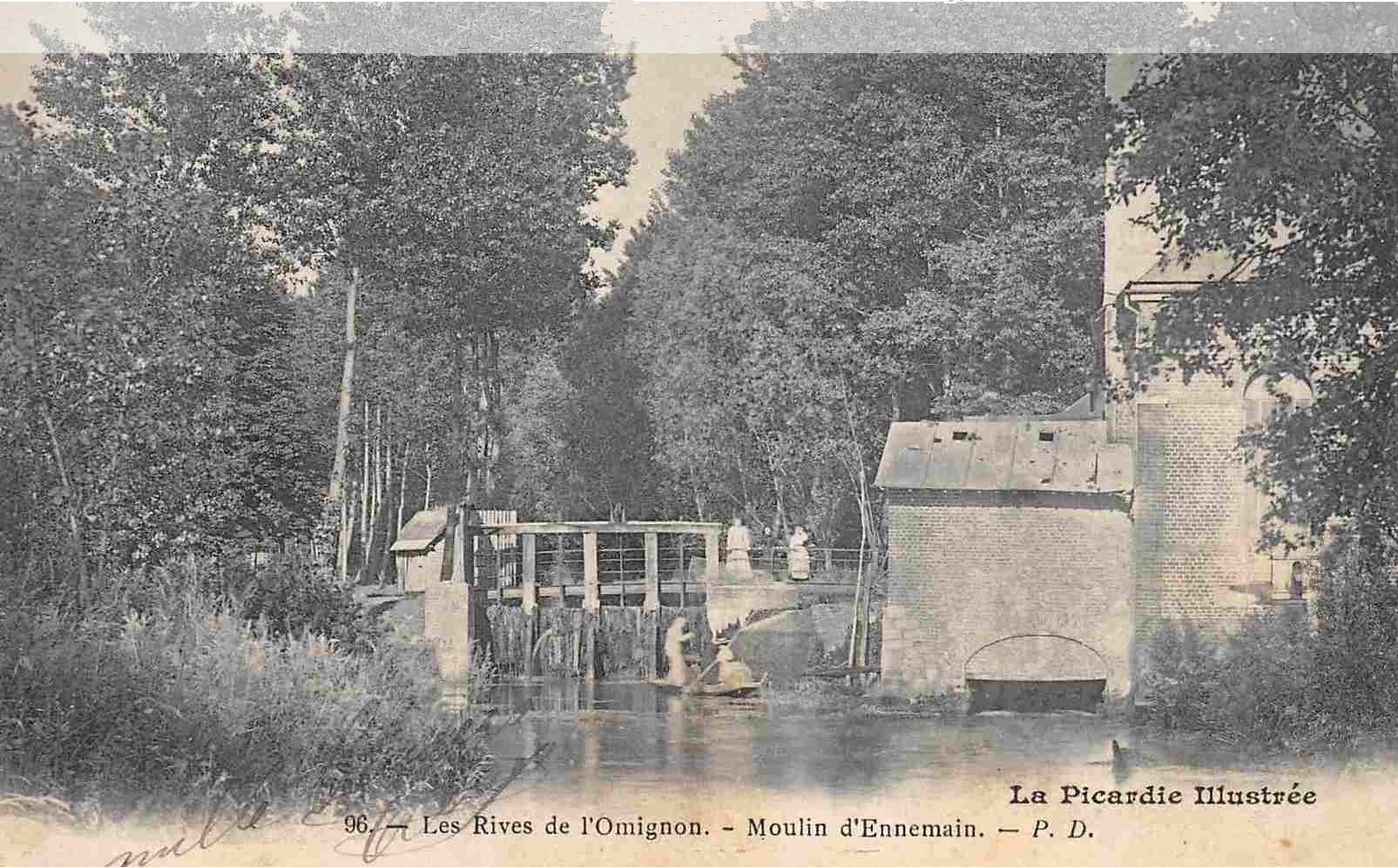
Les rives de l'Omignon - Le moulin d'Ennemain

L'ancien moulin sur l'Omignon a été transformé en minoterie en 1903. Il fournissait en farine une dizaine de boulangeries du secteur avant de cesser de fonctionner en 1954.
Première Guerre mondiale
À la fin de la guerre, la commune est considérée comme totalement détruite. Elle a été décorée de la Croix de guerre 1914-1918 le 27 octobre 1920.

Destructions de guerre
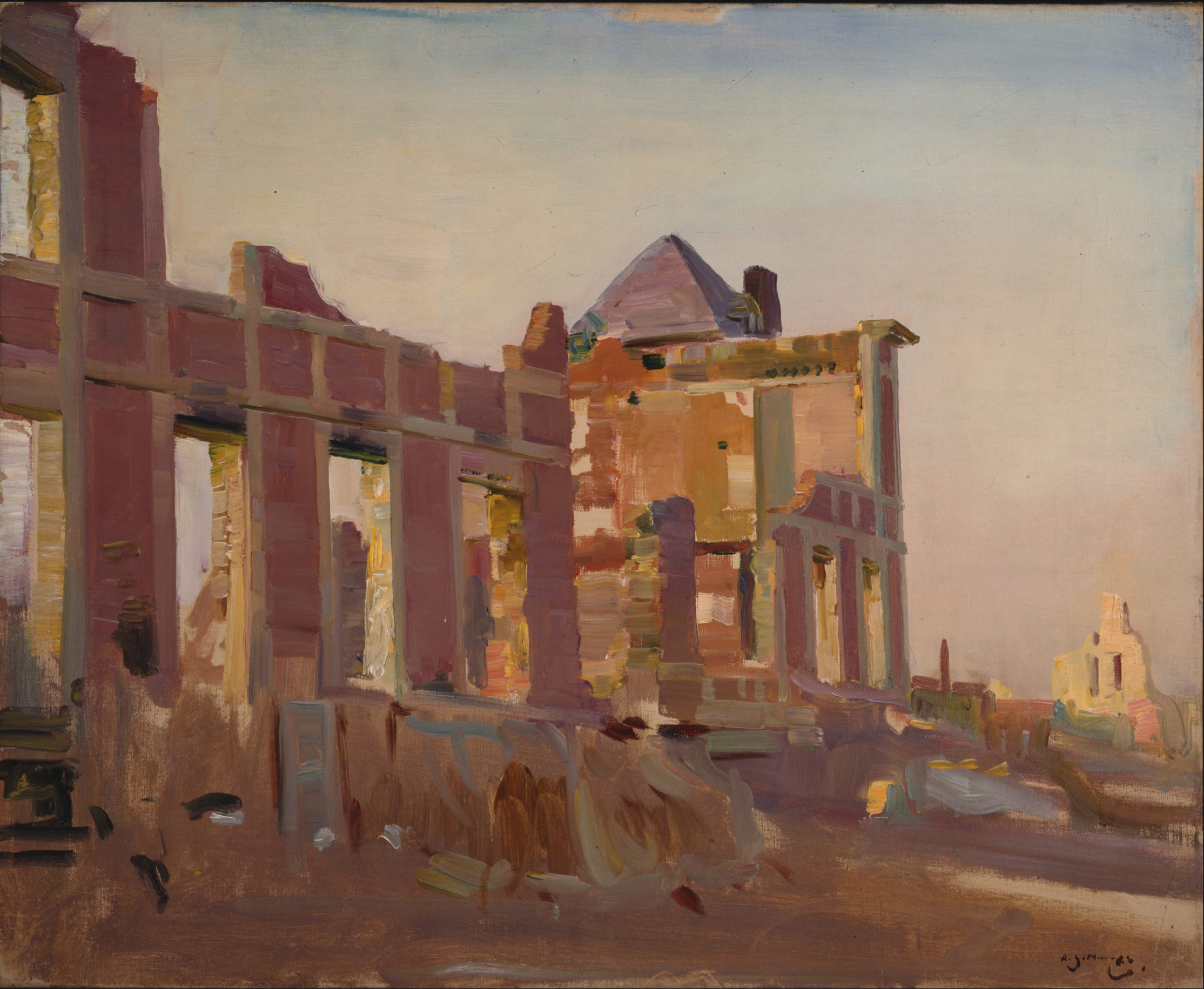
Alfred Munnings : Les ruines du château, avant 1919
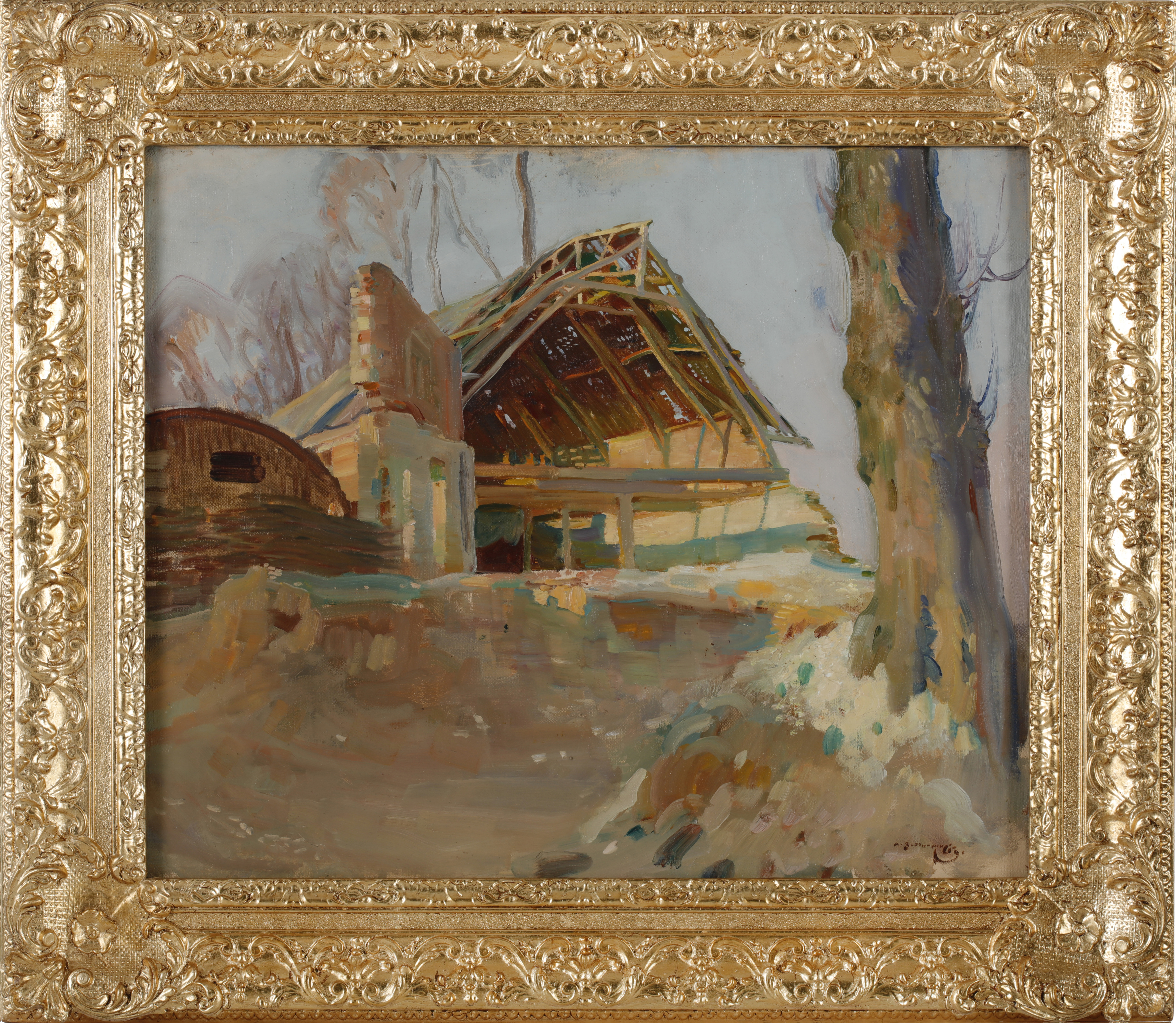
Alfred Munnings : Ruines d'une grange, avant 1919

## Politique et administration

### Rattachements administratifs et électoraux
La commune se trouve dans l'arrondissement de Péronne du département de la Somme. Pour l'élection des députés, elle fait partie depuis 1958 de la cinquième circonscription de la Somme.
La commune fait partie depuis 1801 du canton de Ham. Dans le cadre du redécoupage cantonal de 2014 en France, ce canton, dont la commune fait toujours partie, est modifié, passant de 19 à 67 communes.

### Intercommunalité
La commune faisait partie de la communauté de communes du Pays Hamois, qui succédait au district de Ham, créé en 1960, que Brouchy avait rejoint en 1961.
La loi portant nouvelle organisation territoriale de la République (Loi NOTRe) du 7 août 2015, prévoyant que les établissements publics de coopération intercommunale (EPCI) à fiscalité propre doivent avoir un minimum de 15 000 habitants, le schéma départemental de coopération intercommunale (SDCI) arrêté par le préfet de la Somme le 30 mars 2016 prévoit notamment la fusion des communautés de communes du Pays Hamois et celle du Pays Neslois, afin de constituer une intercommunalité de 42 communes groupant 20 822 habitants, et précise qu'il « s'agit d'un bassin de vie cohérent dans lequel existent déjà des migrations pendulaires entre Ham et Nesle. Ainsi Ham offre des équipements culturels, scolaires et sportifs (médiathèque et auditorium de musique de grande capacité, lycée professionnel, complexe nautique), tandis que Nesle est la commune d'accueil de grandes entreprises de l'agroalimentaire ainsi que de leurs sous-traitants ».
La fusion intervient le 1er janvier 2017 et la nouvelle structure, dont la commune fait désormais partie, prend le nom de communauté de communes de l'Est de la Somme,.

### Liste des maires
| Période                                  | Période   | Identité         | Étiquette | Qualité |
| ---------------------------------------- | --------- | ---------------- | --------- | ------- |
| Les données manquantes sont à compléter. |           |                  |           |         |
| avant 1981                               |           | Charles Valingot |           |         |
| Les données manquantes sont à compléter. |           |                  |           |         |
| 1989                                     | 2001      | Gérard Valingot  |           |         |
| mars 2001                                | 2008      | Marc de Pourcq   |           |         |
| mars 2008                                | 2014      | Gérald Objois    |           |         |
| 2014                                     | 2020,2020 | Patrice Grimaux  |           | SE      |

## Population et société

### Démographie
L'évolution du nombre d'habitants est connue à travers les recensements de la population effectués dans la commune depuis 1793. Pour les communes de moins de 10 000 habitants, une enquête de recensement portant sur toute la population est réalisée tous les cinq ans, les populations de référence des années intermédiaires étant quant à elles estimées par interpolation ou extrapolation. Pour la commune, le premier recensement exhaustif entrant dans le cadre du nouveau dispositif a été réalisé en 2006.

En 2022, la commune comptait 247 habitants, en évolution de −3,89 % par rapport à 2016 (Somme : −1,26 %, France hors Mayotte : +2,11 %).
| 1793 | 1800 | 1806 | 1821 | 1831 | 1836 | 1841 | 1846 | 1851 |
| ---- | ---- | ---- | ---- | ---- | ---- | ---- | ---- | ---- |
| 206  | 272  | 316  | 404  | 427  | 432  | 457  | 475  | 442  |

| 1856 | 1861 | 1866 | 1872 | 1876 | 1881 | 1886 | 1891 | 1896 |
| ---- | ---- | ---- | ---- | ---- | ---- | ---- | ---- | ---- |
| 420  | 435  | 418  | 415  | 418  | 405  | 381  | 390  | 354  |

| 1901 | 1906 | 1911 | 1921 | 1926 | 1931 | 1936 | 1946 | 1954 |
| ---- | ---- | ---- | ---- | ---- | ---- | ---- | ---- | ---- |
| 380  | 374  | 335  | 248  | 224  | 231  | 219  | 223  | 234  |

| 1962 | 1968 | 1975 | 1982 | 1990 | 1999 | 2006 | 2011 | 2016 |
| ---- | ---- | ---- | ---- | ---- | ---- | ---- | ---- | ---- |
| 228  | 234  | 232  | 253  | 257  | 248  | 235  | 216  | 257  |

| 2021 | 2022 | - | - | - | - | - | - | - |
| ---- | ---- | - | - | - | - | - | - | - |
| 258  | 247  | - | - | - | - | - | - | - |

### Enseignement

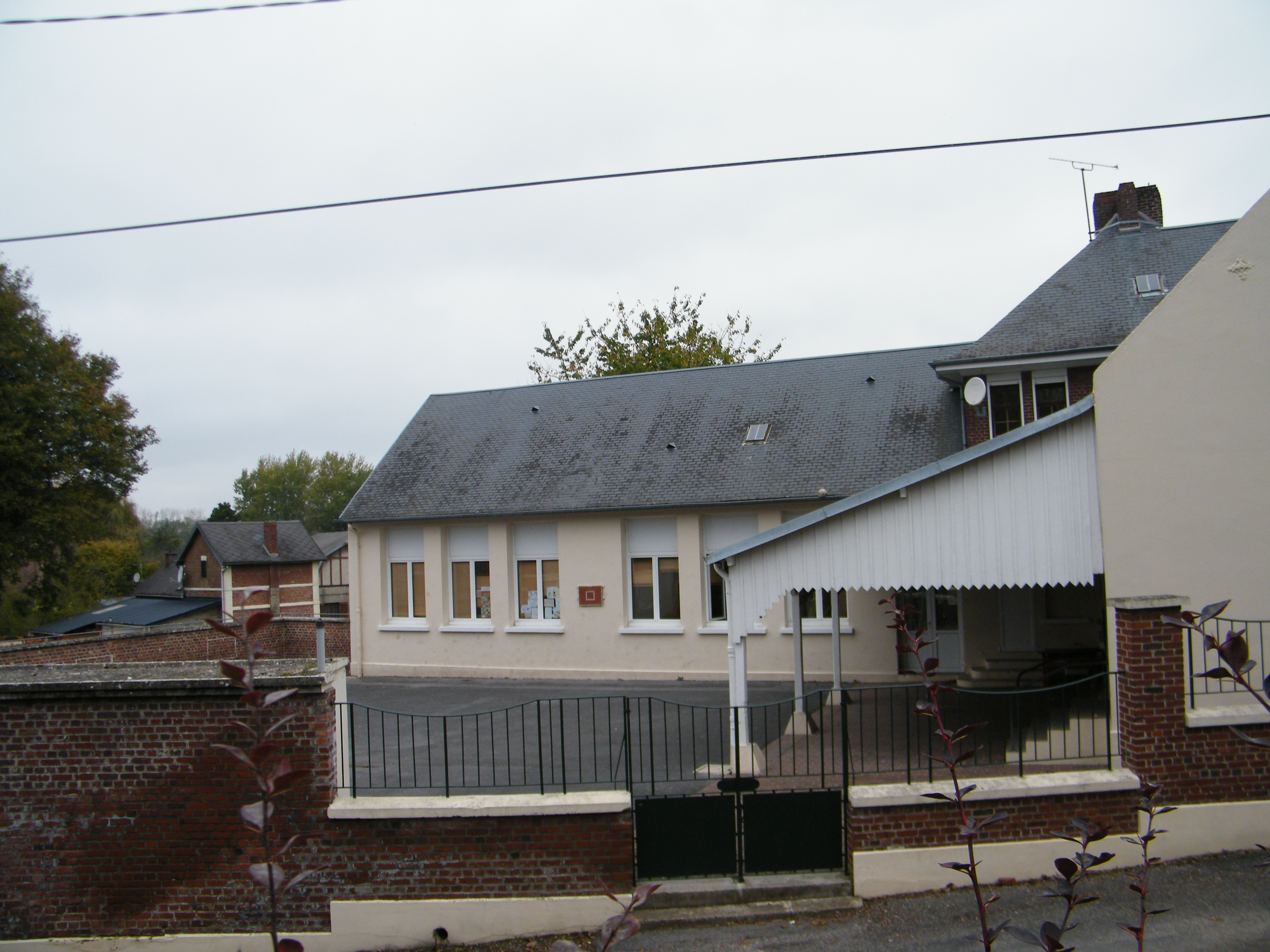
L'école.

Les enfants du village sont scolarisés par un Syndicat Intercommunal Scolaire (SISCO) des Étangs de la Haute Somme, qui regroupe Cizancourt, Ennemain, Épénancourt, Falvy, Pargny et Saint-Christ-Briost.
L'école de la commune dispose de deux classes en 2020.

## Culture locale et patrimoine

### Lieux et monuments
- Église Saint-Martin[36], totalement reconstruite dans les années 1920  après les destructions de la Première Guerre mondiale en briques et pierres[19].
- Vestiges de la Chapelle Notre Dame-des-Joies[37], où ne subsistent qu'une grande croix métallique et un caveau au sol, dans lequel est enterré un ex-propriétaire important du village[19].
- Ruines du moulin d'Ennemain. L'existence du moulin est antérieure à 1791 et il a fut transformé en minoterie en 1903. Reconstruit en 1924 en béton-armé après les destructions de la Première Guerre mondiale par Eugène Pointier pour remplacer l'édifice précédent construit en briques. Il fonctionnait à grâce à une turbine hydraulique et à un moteur Duvan de 50 chevaux, qui pouvait produire jusqu'à 120 quintaux de farine par jour (mais, le plus souvent, la production se limitait à 90 quintaux journaliers, produite par deux ouvriers) et fournissait 8 boulangers et des gens du pays.

Le moulin ainsi que les bâtiments de la ferme ont été occupés lors de la Seconde Guerre mondiale  par l'ennemi, qui a profité de l'électricité fournie par l'entreprise. L'exploitation a cessé en 1953 et le moulin est laissé depuis à l'abandon,,..

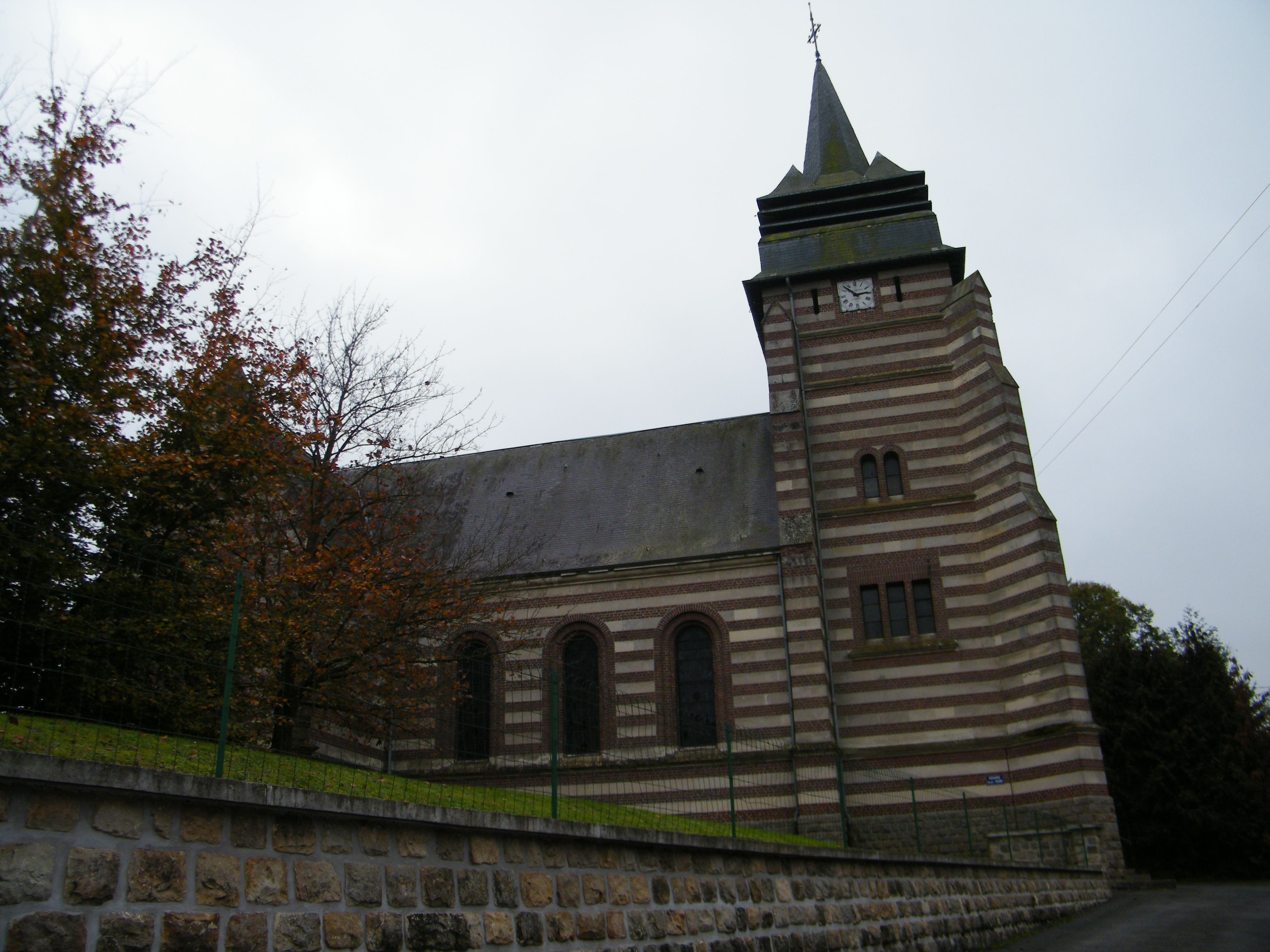
L'église Saint-Martin.
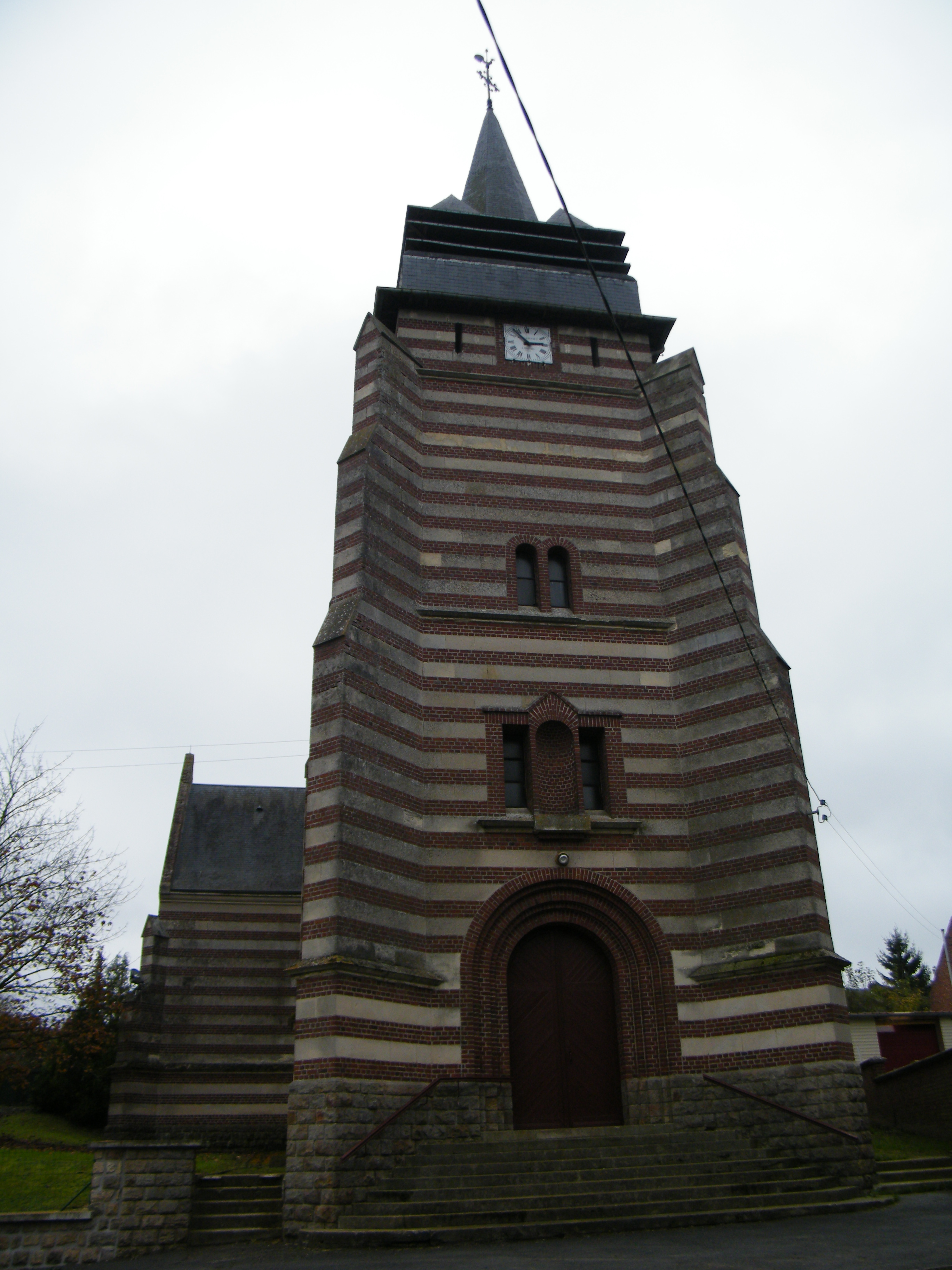
Façade de l'église.

### Personnalités liées à la commune
- Abbé Paul Decagny, curé d'Ennemain et historien de l'arrondissement de Péronne, a vécu au XIXe siècle.